# Київський механічний завод
Київський механічний завод — державне промислове підприємство, у сфері управління Міністерства оборони України. Підприємство займається розробкою та виробництвом автомобільних кранів. Також виконує виготовлення виробів з металу.
В основі київських автокранів буде китайське шасі Sitrak. На шасі монтуватимуть кранові установки вантажопідйомністю 25 тонн.
У планах підприємства поступово розвиватиме виробництво та номенклатуру машин. Крім того, КМЗ розглядає можливість налагодження виробництва самоскидів.